# Biserica Adormirea Maicii Domnului din Ițcani
Biserica „Adormirea Maicii Domnului” din Ițcanii Vechi este o biserică ortodoxă din municipiul Suceava, construită în secolul al XVII-lea în Ițcanii Vechi (astăzi Hărbărie). Edificiul religios a fost ridicat pe ruinele unei biserici mai vechi, iar în prezent se află pe Strada Nicolae Labiș nr. 17, în stânga șoselei ce urcă din valea Sucevei spre vechea reședință voievodală a Moldovei.
Biserica „Adormirea Maicii Domnului din Ițcani” a fost inclusă în Lista monumentelor istorice din județul Suceava, elaborată în anul 2004, având codul de clasificare cod LMI SV-II-m-A-05473.

## Istoric

### Tradiții
O legendă locală leagă începuturile acestei biserici de numele lui Dragoș Vodă, descălecătorul Moldovei. Acesta ar fi sosit pe aceste plaiuri venind din Maramureș și a întâlnit un bătrân pe nume Iațco. Dragoș Vodă i-a poruncit acestuia ca împreună cu cei din neamul lui să ridice o biserică din lemn.
Această tradiție își are probabil sursa într-un adaos al lui Simion Dascălul la cronica lui Grigore Ureche, în care acesta precizează următoarele: "Scrie la létopisețul cel moldovenescu, la predoslovie, de zice că deaca au ucis acei vânători acel buor, întorcându-se înapoi, văzând locuri desfătate, au luat pre câmpi într-o parte și au nemerit la locul unde acum târgul Sucévei. Acolo aminosindu-le fum de foc și fiind locul despre apă, cu pădure mănuntă, au pogorât pre mirodeniia fumului la locul unde este acum mănăstirea Ețcanei. Acolea pre acelaș loc au găsit o priseacă cu stupi și un moșneag bătrân, de prisăcăriia stupii, de seminție au fost rus și l-au chiemat Ețco. Pre carele deaca l-au intrebat vânătorii, ce omu-i și den ce țară este, el au spus că este rus den Țara Leșască. Așijderea și pentru loc l-au intrebat, ce loc este acesta și de ce stăpân ascultă ? Ețco au zis: este un loc pustiiu și fără stăpân, de-l domnescu fierile și pasările și să tinde locul în gios, păn' în Dunăre, iar în sus păn' în Nistru, de să hotăraște cu Țara Leșască, și este loc foarte bun de hrană. Înțelegând vânătorii acest cuvânt, au sârguit la Maramorăș, de ș-au tras oamenii săi într-această parte și pre alții au îndemnat, de au descălecat întăi supt munte și s-au lățit pre Moldova în gios. Iar Iațco prisecariul, deaca au înțeles de descălecarea maramorășénilor, îndată s-au dus și el în Țara Leșască, de au dus ruși mulți și i-au descălecat pre apa Sucévei în sus și pre Sirétiu despre Botoșiani."
Cercetările arheologice efectuate au dus la confirmarea parțială a acestei teorii. Pe locul unde se află astăzi Biserica "Adormirea Maicii Domnului" din Ițcani, a existat o biserică de lemn, datând din perioada domniei lui Petru Mușat (1375-1391). Aceasta este menționată pentru prima dată în anul 1395 (fiind contemporană cu Biserica Mirăuți din Suceava), ea fiind ctitoria unui boier moldovean numit Iațco.  În mai 1395, boierul Iațco o închina, împreună cu biserica Sfântului Dumitru din Suceava (cea veche, din lemn), patriarhului Constantinopolului, Antonie al IV-lea.  

### Mănăstirea Ițcani
Mănăstirea Ițcani, numită "a lui Iațco din țarina Sucevei", a funcționat inițial ca o mănăstire de călugărițe, beneficiind de danii din partea mai multor domnitori ai Moldovei. Astfel, la 23 februarie 1453, Mănăstirea Ițcani (sub numele de mănăstirea lui Iațco de lângă Suceava) a primit de la domnitorul Alexăndrel Vodă (1449, 1452-1454, 1455) dreptul de a întemeia un sat în hotarele sale, cu oameni din țară sau din "țara leșească" (Polonia), scutiți de dări și de slujbe către domnie, în folosul mănăstirii. 
Stareța Fevronia era împuternicită, prin hrisovul domnesc, „să-și întemeieze sat în hotarul mănăstirii, unde îi va plăcea, și pe cine va chema, sau din țară străină, sau din Țara Leșească, sau din țara noastră, toți acești oameni câți vor fi la această mănăstire să fie slobozi să-și are și să-și semene grâul și să cosească fân din țarina târgului Suceava ca și oamenii târgoveți. Și, de asemenea, acești oameni să aibă slobozenie, fie că vor fi meșteri sau cojocari sau orice fel de meșteri, fie rus sau grec sau de orice altfel de limbă să nu dea acești oameni nici dare, nici posadă, nici iliș, nici la morile noastre să nu lucreze, altceva nimică să nu dea niciodată, în veci. Și, de asemenea, acești oameni să fie slobozi și să umble în bunăvoie cu oale sau cu sare sau după pește, fie că vor umbla cu marfă vie sau moartă, cu ce vor putea, pretutindeni în țara noastră, vânzând și cumpărând, și prin târguri, și prin sate, iar vamă să nu dea nicăiri nici un groș, fie că vama este vândută, fie că este nevândută”.
Acest drept a fost confirmat și de către domnitorul Ștefan cel Mare (1457-1504), însă actul nu s-a păstrat. Cu toate acestea, Mănăstirea Ițcani a rămas o ctitorie cu venituri modeste, având doar rol de lăcaș de cult. Încă în vremea stareței Fevroniei, un călugăr a implicat mănăstirea în niște tranzacții economice păguboase, iar satul a rămas un cătun mic până la venirea austriecilor, când, în jurul bisericii fostei mănăstiri se mai aflau doar 13 case.
În secolul al XVI-lea, în locul bisericii de lemn s-a construit o biserică de zid. În pronaosul bisericii se află nouă lespezi funerare, datând din veacul al XVI-lea (1510-1590) și provenind desigur din vechea mănăstire a lui Iațco, dintre care cinci conțin inscripții ce consemnează nume românești, alte două - nume grecești, una - un nume rutean și ultima - un nume nedefinit. 
În anul 1639, pe locul bisericii lui Iațco, călugărița Nastasia și fiica ei, Anghelina, au construit o biserică nouă care a transpus cu fidelitate conceptul arhitectural realizat în anul 1594 la Biserica Aroneanu.  Asemănarea dintre cele două biserici constituie și un element de datare a bisericii din Ițcani, a cărei pisanie nu s-a mai păstrat.
În ianuarie 1775, ca urmare a atitudinii de neutralitate pe care a avut-o în timpul conflictului militar dintre Turcia și Rusia (1768-1774), Imperiul Habsburgic (Austria de astăzi) a primit o parte din teritoriul Moldovei, teritoriu cunoscut sub denumirea de Bucovina. După anexarea Bucovinei de către Imperiul Habsburgic în anul 1775, localitatea Ițcani a făcut parte din Ducatul Bucovinei, guvernat de către austrieci, făcând parte din districtul Suceava (în germană Suczawa). 
Autoritățile habsburgice au desființat Mănăstirea de călugărițe din Ițcani în baza Ordonanței Imperiale din 19 iunie 1783 a împăratului Iosif al II-lea (1780-1790), trecând toate pământurile și fondurile administrate de Episcopia Rădăuților "sub povățuirea stăpânirii împărătești și a crăieștii măriri". 

### Biserică parohială
După desființarea mănăstirii, biserica a fost transformată în biserică parohială. Pe moșiile mănăstirii autoritățile austriece au adus începând din 1788 coloniști germani din landurile Hessen, Pfalz, Baden și Württemberg. 
În anul 1843, Biserica "Adormirea Maicii Domnului" din Ițcanii Vechi avea 246 enoriași, paroh fiind preotul Nicolai Ieremievici. 
În decursul timpului, Biserica din Ițcanii Vechi a fost afectată de cutremure și incendii, fiind închisă în anul 1937  și repusă în funcțiune în 1950. O altă serie de lucrări de restaurare au fost efectuate între anii 1988-1989. 
În anul 1991, după înființarea Arhiepiscopiei Sucevei și Rădăuților, au fost reluate lucrările de restaurare, sub coordonarea arhitectului Virgil Polizu. Biserica monument istoric a fost consolidată și restaurată de către firma Restaco SRL Suceava, care a primit Trofeul Calității 1996 din partea Asociației Române a Antreprenorilor de Construcții (ARACO). Pereții interiori ai bisericii au fost pictați în anul 2003 de către Daniela și Ioan Moldoveanu, iar interiorul a fost reamenajat. De asemenea, și clopotnița de tip zvoniță a fost renovată. După finalizarea acestor lucrări, lăcașul de cult a fost resfințit la 26 septembrie 2010 de către arhiepiscopul Pimen Zainea al Sucevei și Rădăuților, iar pr. paroh Iustin Nistoroaia a primit rangul de iconom stavrofor. 
În 21 octombrie 2021, în ședința Permanenței Consiliului Eparhial, arhiepiscopul Calinic Dumitriu al Sucevei și Rădăuților a hotărât reînființarea mănăstirii, cu numele Mănăstirea Ițcani, cu obște monahală de călugări, iar această hotărâre a fost aprobată prin vot unanim de către Sinodul Mitropolitan al Mitropoliei Moldovei și Bucovinei în 15 decembrie 2021. În urma aprobării acestei hotărâri, arhiepiscopul Calinic l-a numit la 21 decembrie 2021 pe protosinghelul Justinian Săvescu în funcția de stareț al mănăstirii; noul stareț a fost instalat oficiat la 6 martie 2022.

## Arhitectura bisericii
Biserica este construită din piatră brută, fiind în întregime tencuită în afară de unele părți speciale (brâul, canelurile și coloanele). Ea este construită în plan triconc, cu turlă deasupra naosului, întocmai ca și Biserica Aroneanu, având un pridvor deschis ale cărui arcade semicirculare se sprijină pe coloane de secțiune circulară sau pătrată. În interiorul pridvorului se mai văd resturi de frescă, precum și unele imitații de zugrăveală. 
Sub ocnițele de sub streașină s-a realizat un brâu simplu, profilat, care împarte suprafața zidurilor în două registre inegale, pe ambele fiind realizate șiruri de arcaturi oarbe, întrerupte în dreptul ferestrelor și a pridvorului. Deasupra soclului, este dispusă o friză de caneluri care înconjoară întreaga biserică. Turla de formă octogonală are ferestre dispuse spre cele patru puncte cardinale, însă fără nici un element decorativ. 
Interiorul bisericii este compartimentat în patru încăperi: pridvor deschis, pronaos, naos și altar, care înfățișează un amestec de elemente structurale clasice cum ar fi: boltirea în sistemul arcurilor piezișe a naosului - cu altele de inovație recentă: înlocuirea peretelui despărțitor dintre pronaos și naos cu arcade sprijinite pe doi pilaștri, precum și dispunerea în altar a încă două ferestre pe lângă cea din axul bisericii.
În partea stângă a bisericii se află o clopotniță de tip zvoniță, construită separat de corpul bisericii și compusă din trei arcade susținute de stâlpi masivi. Clopotnițele de tip zvoniță apar destul de rar în arhitectura românească, fiind întâlnite numai la bisericile din nordul Moldovei: Biserica Sfânta Treime din Siret, Biserica Adormirea Maicii Domnului din Ițcani (Suceava), Biserica Sfântul Procopie din Bădeuți (Milișăuți), Biserica Sfântul Dumitru din Zaharești și Biserica Învierea Domnului din Suceava. 

## Imagini

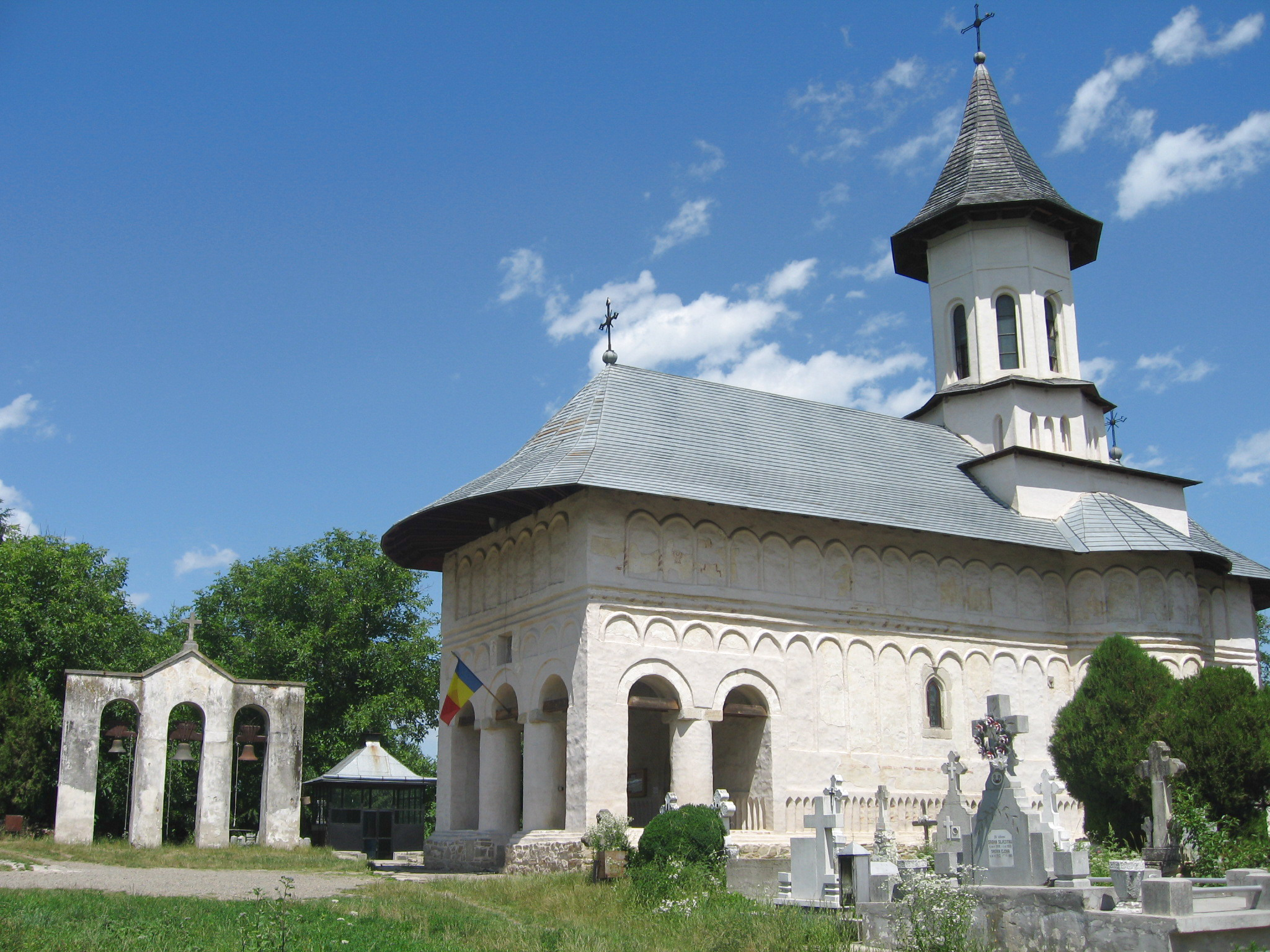
Biserica și clopotnița de tip zvoniță
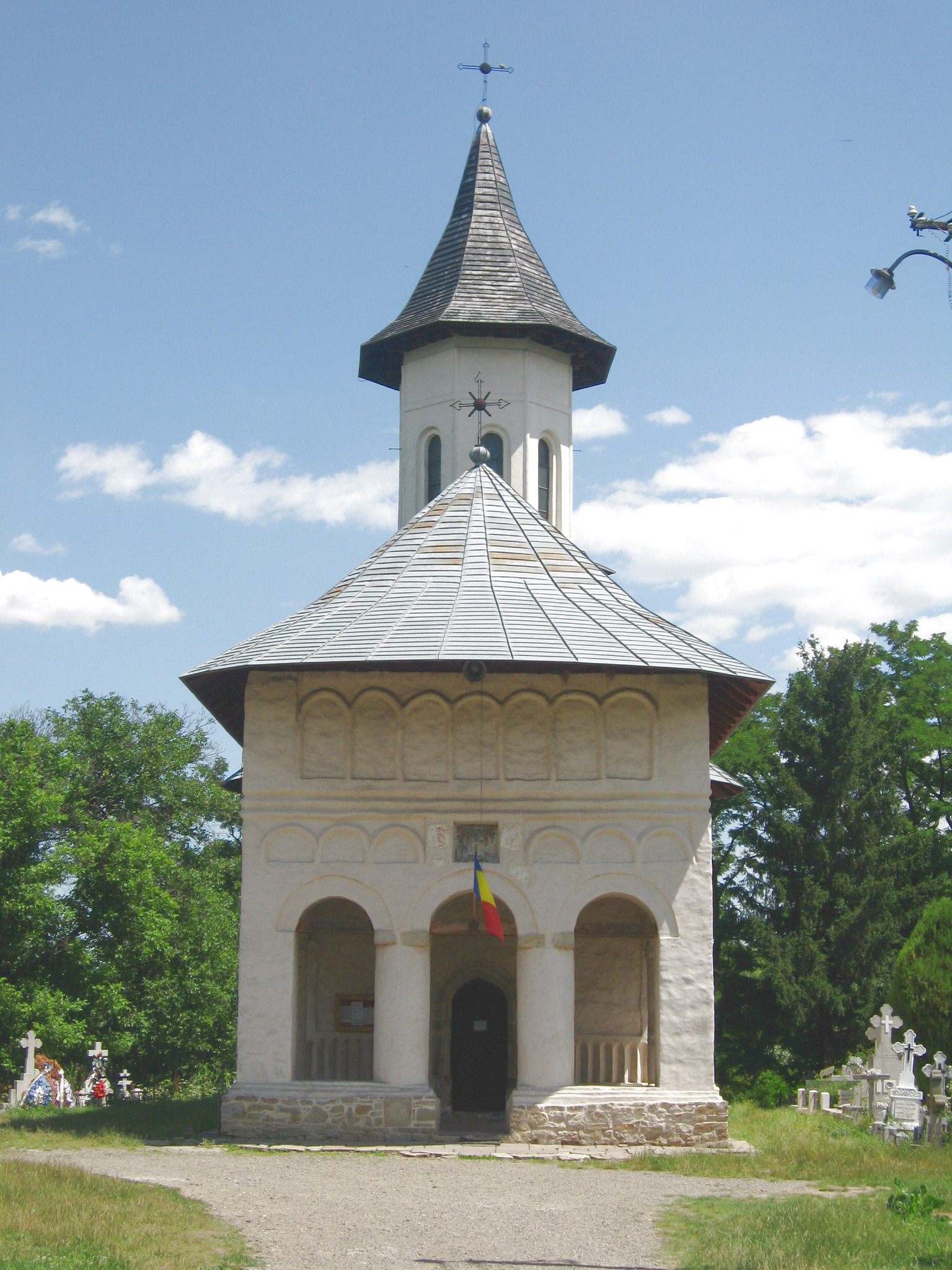
Biserica văzută de pe latura vestică
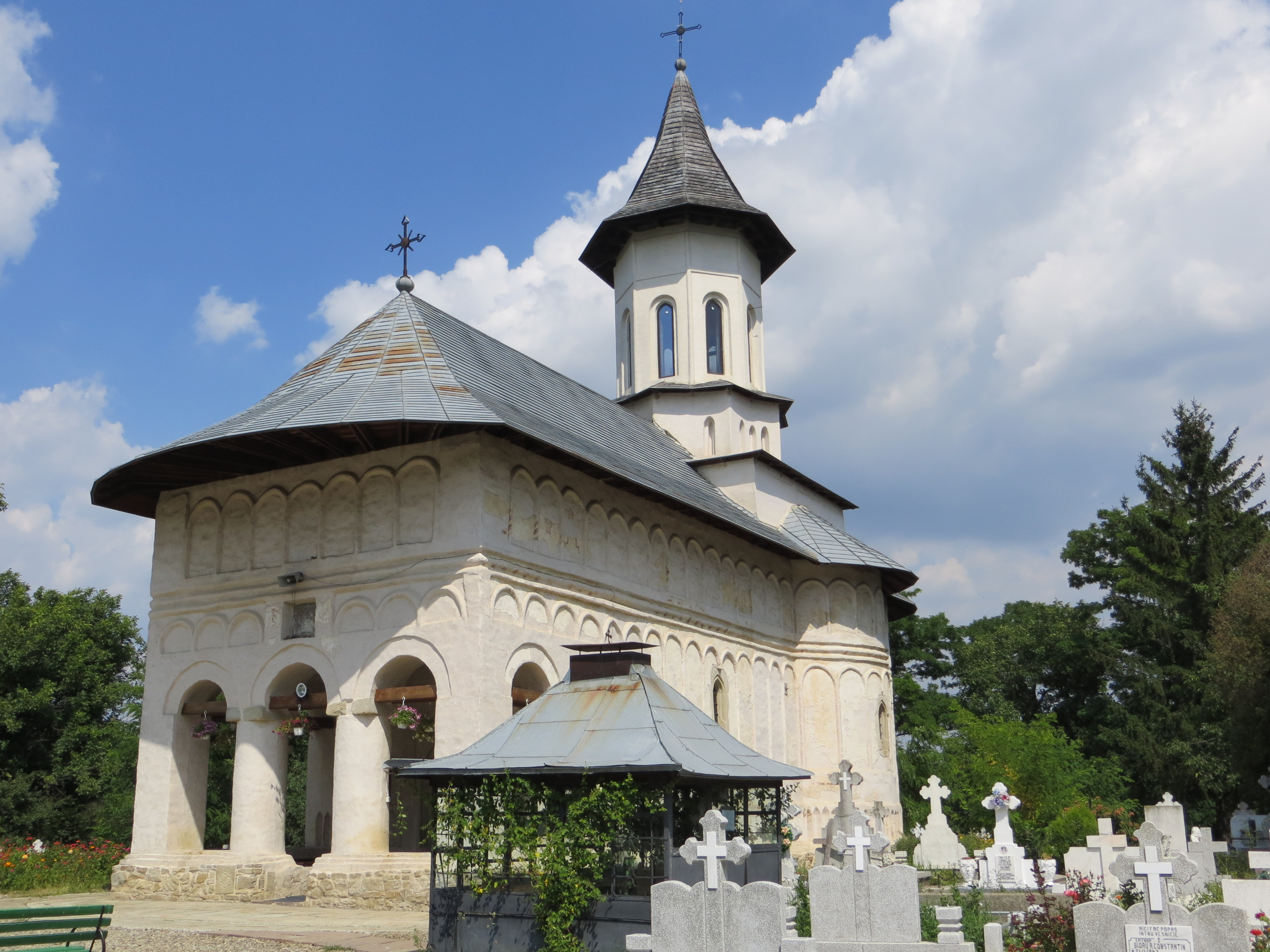
Biserica văzută de pe latura sud-vestică
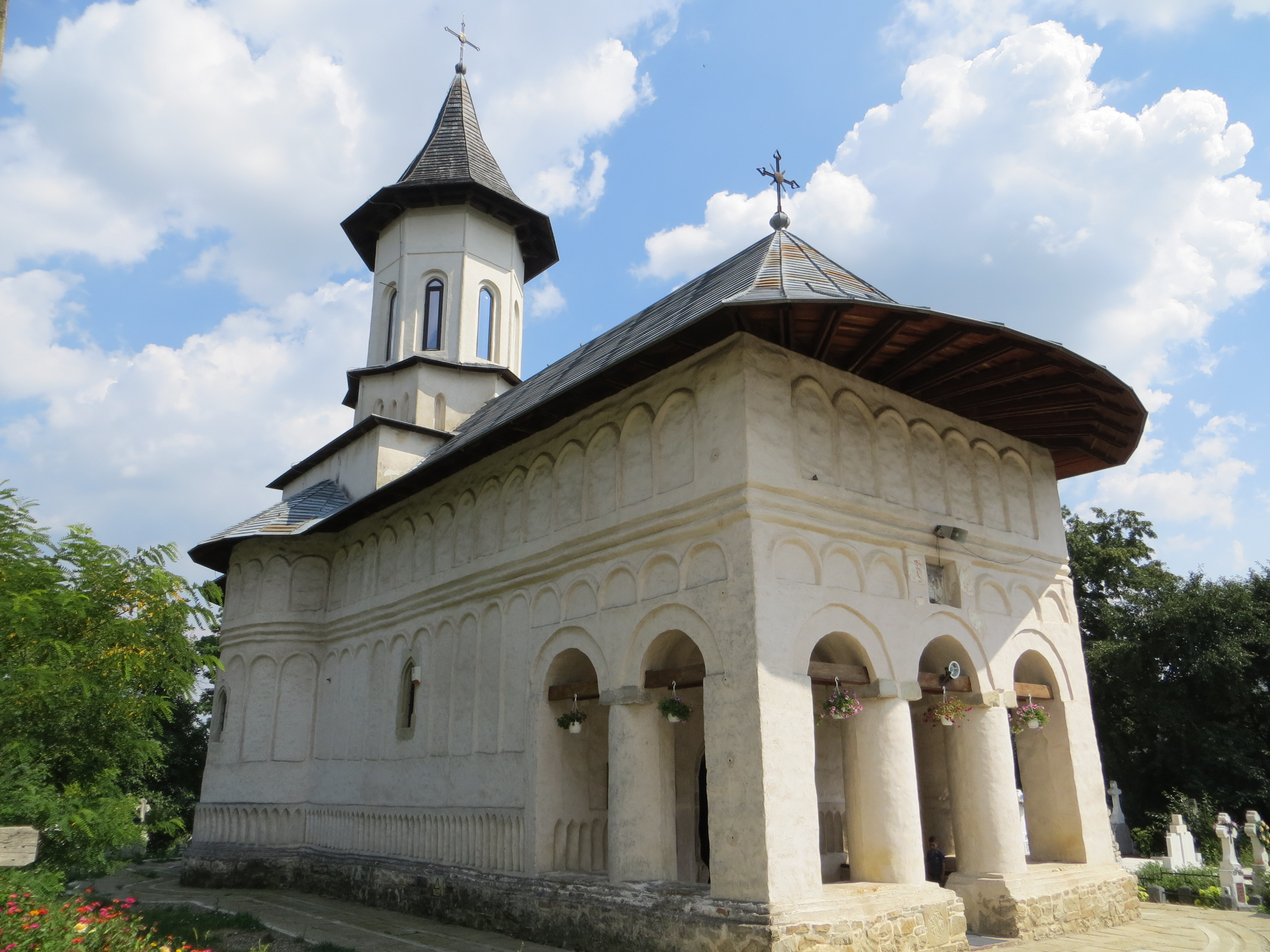
Biserica văzută de pe latura nord-vestică
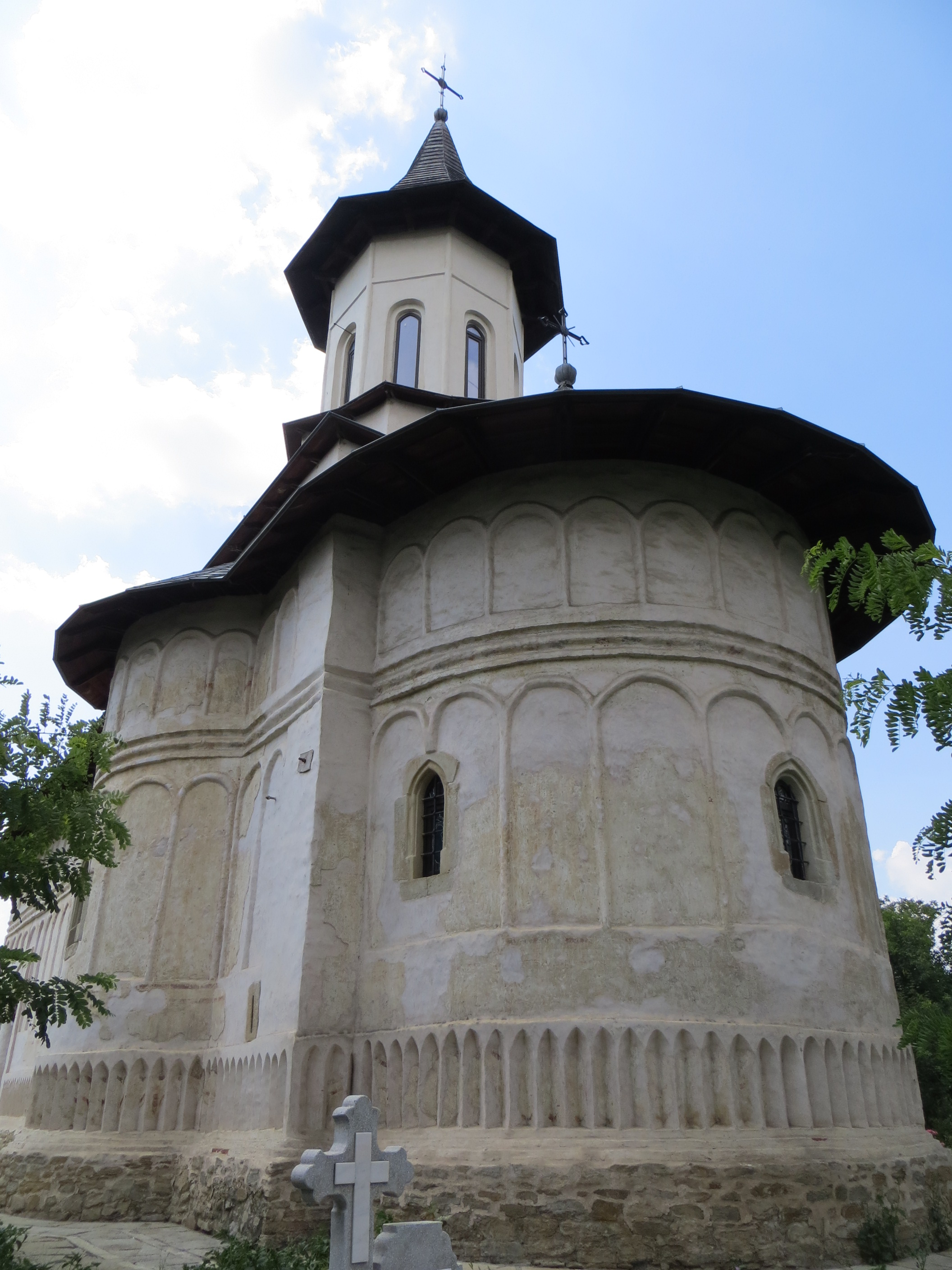
Biserica văzută de pe latura sud-estică
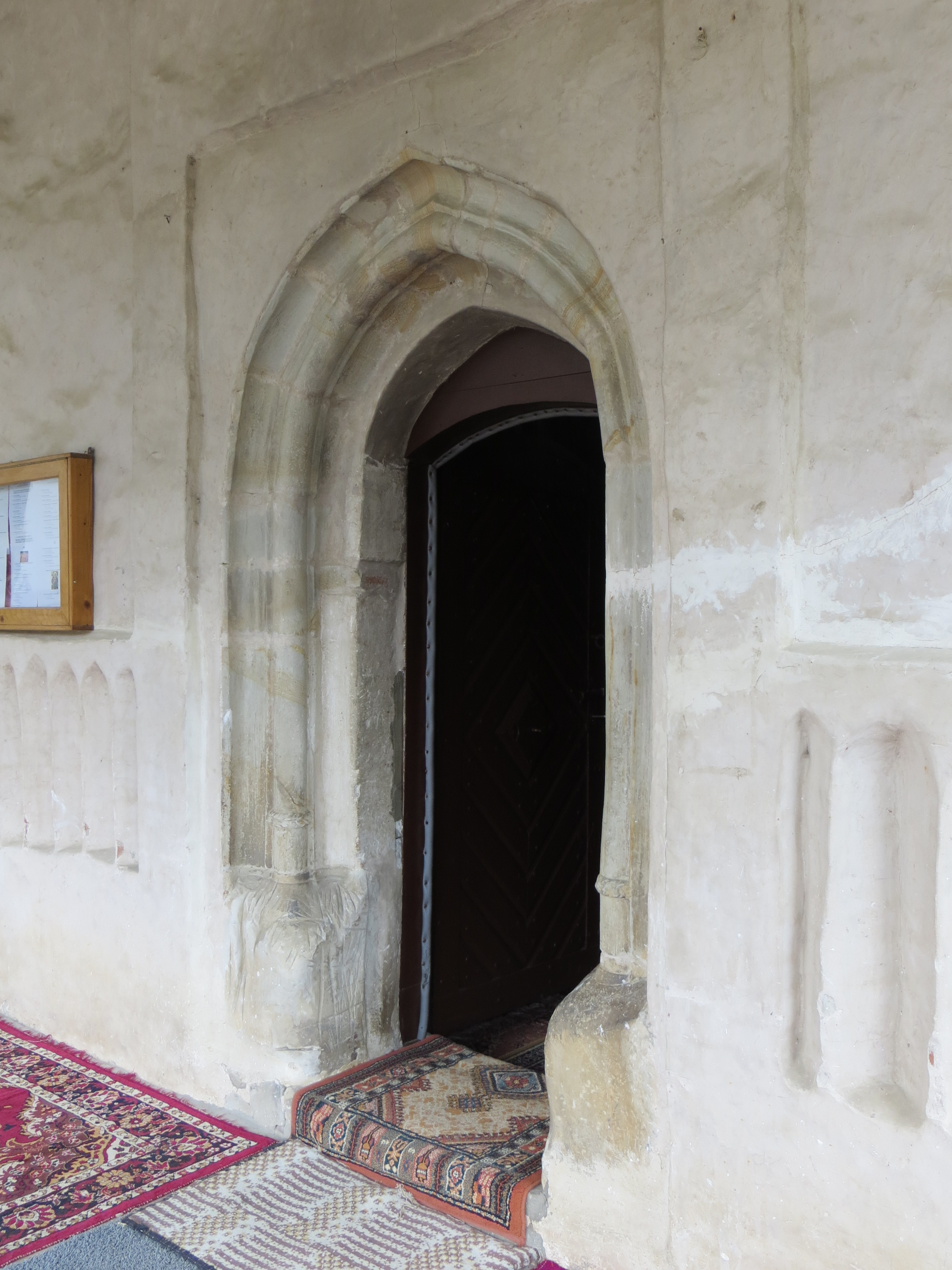
Portalul de intrare în biserică
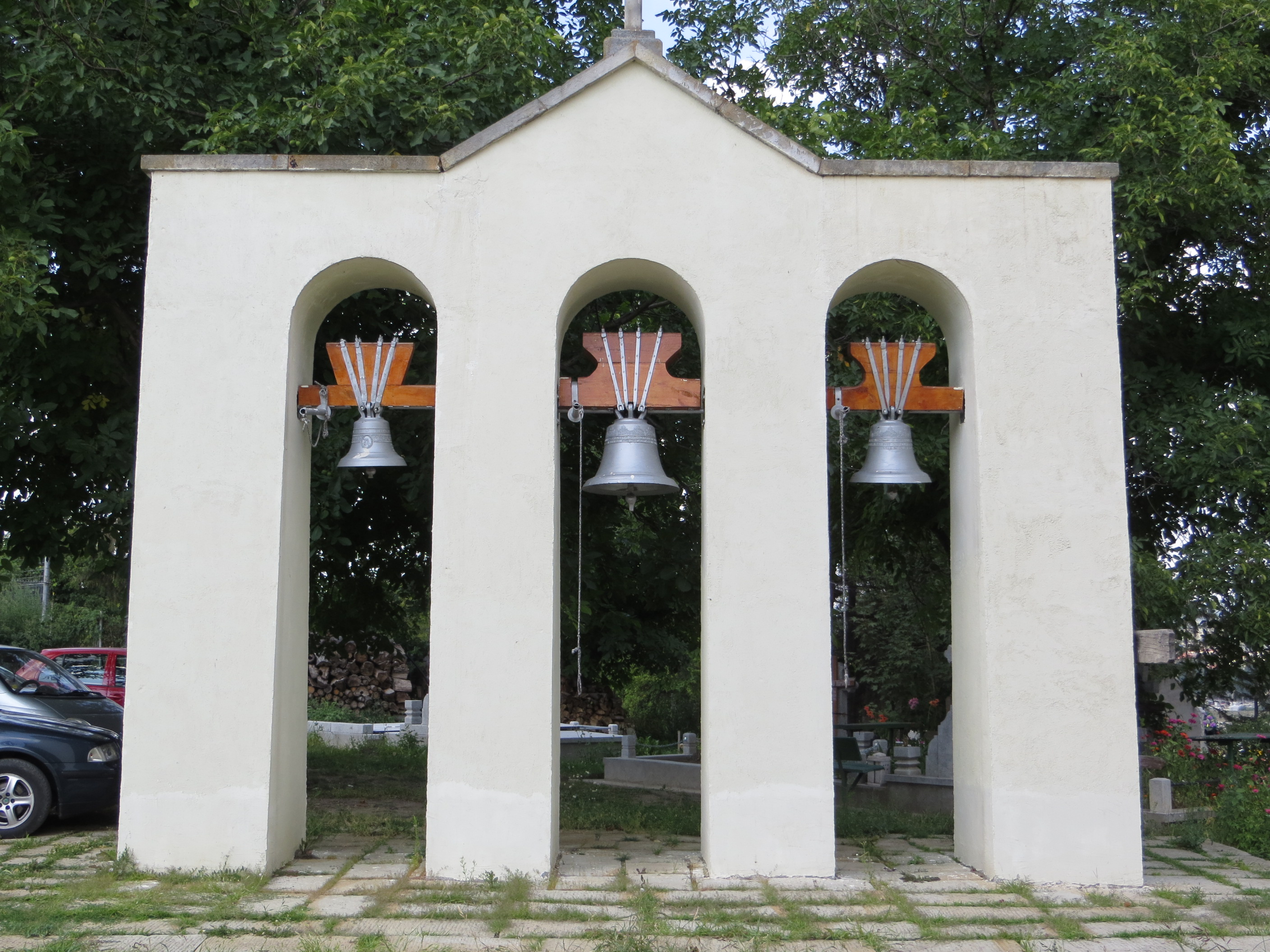
Clopotnița de tip zvoniță
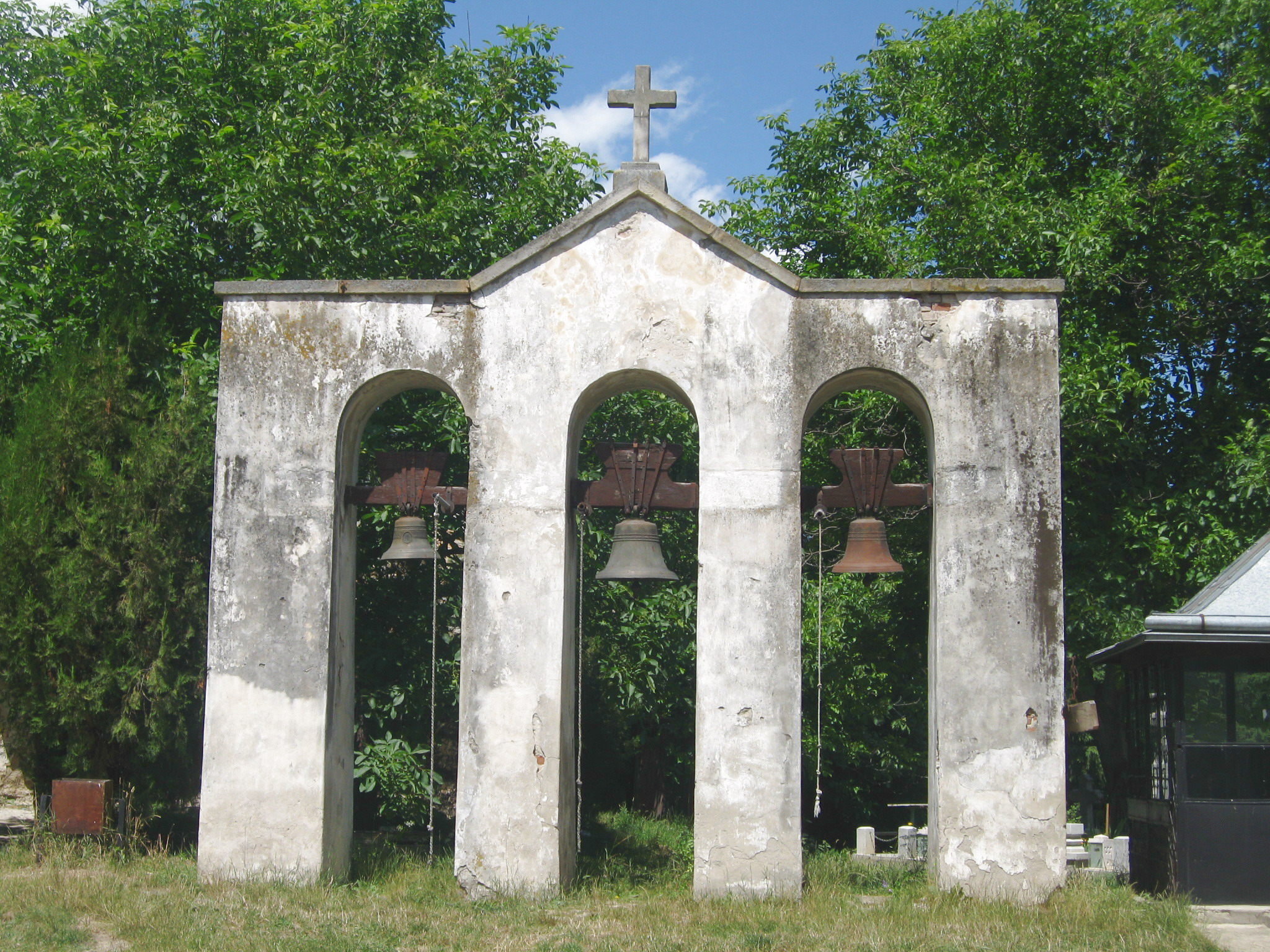
Clopotnița de tip zvoniță
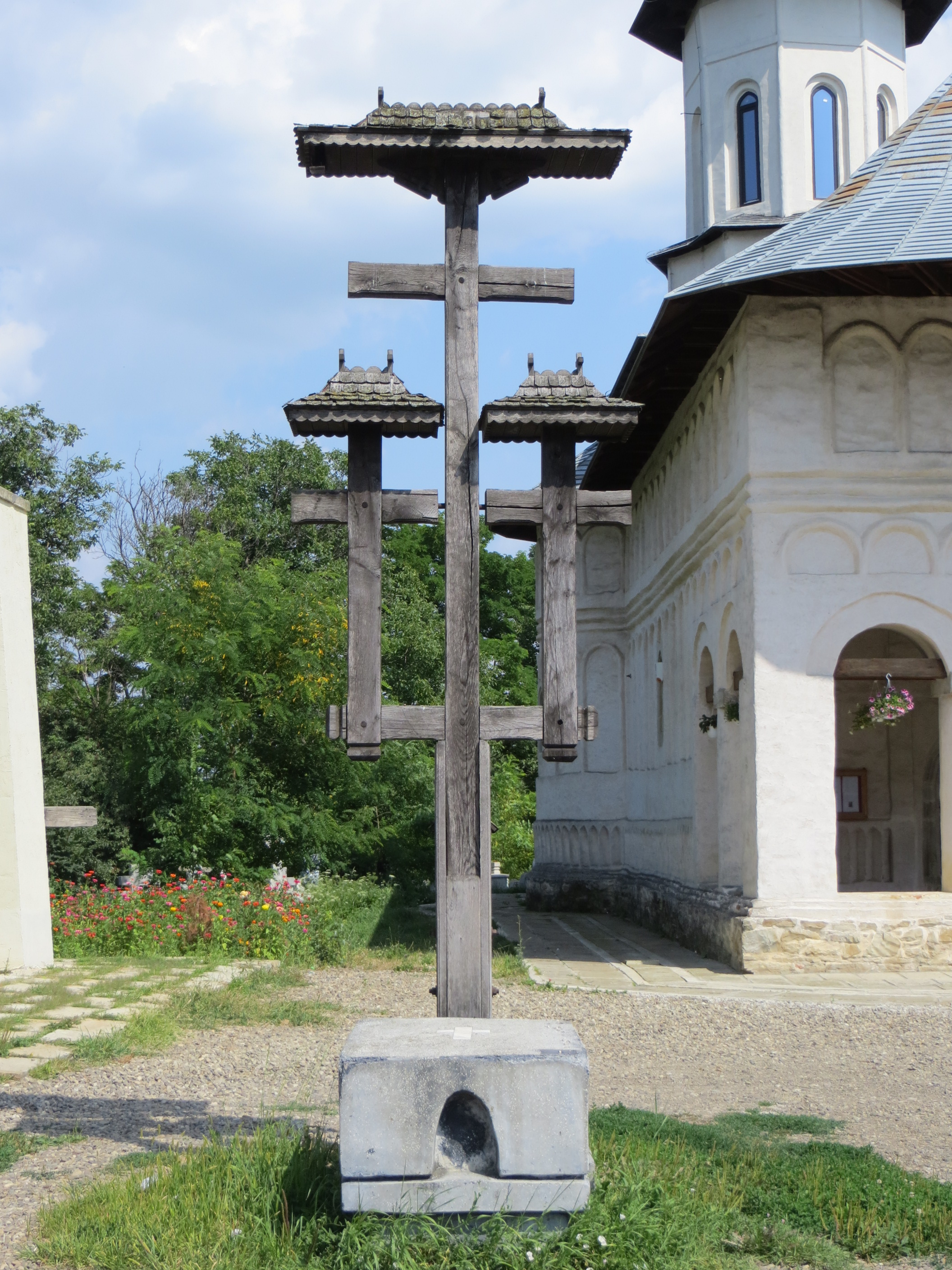
Troiță de lemn aflată în curtea bisericii